# 이도규
이도규(李道圭, 1960년 1월 1일 ~ )는 대한민국의 제9대 충청남도의원이었다.

## 학력
- 서동국민학교 졸업
- 서령중학교 졸업
- 홍주고등학교 졸업
- 신성대학교 졸업
- 단국대학교 경제학과 학사 졸업

### 비학위 수료
- 단국대학교 대학원 경제학 석사 졸업

## 경력
- 사회복지사 2급
- 새천년민주당 사무국장
- 민주당 사무국장
- 열린우리당 연락소장
- 서산JC 회장
- 서붕장학회 회장
- 충남평화통일포럼 위원
- 서산자치발전연구소 소장
- 서동초등학교 총동문회 이사
- 서산동문초등학교 운영위원회 위원장
- 서산중앙고등학교 운영위원회 운영위원
- 민주당 충남도당 서산시·태안군 지구당 사무국장
- 민주평화통일자문위원회 위원
- 서산시 복싱협회 회장
- 서산시 재향군인회 이사
- 대륙주유소 운영
- 충청남도 도민 감사관
- 서산시 체육회 이사
- 2011.10 ~ 2014.06 제9대 충청남도의회 의원
- 2011.10 ~ 2012.07 제9대 충청남도의회 전반기 건설소방위원회 위원
- 2012.07 ~ 2014.06 제9대 충청남도의회 후반기 문화복지위원회
- 2012.07 ~ 2014.06 제9대 충청남도의회 후반기 윤리특별위원회 위원
- 제9대 충청남도의회 계수조정위원회 위원장

## 역대 선거 결과
|  | 19.32% |

|  | 21.30% |

|  | 37.38% |

|  | 45.48% |